# Der böse Onkel
Der böse Onkel (franz. Le vilain tonton, eng. The Wicked Uncle, ital. Il cattivo zio) ist ein Schweizer Low-Budget-Spielfilm aus dem Jahr 2011. Regie führte Urs Odermatt, der auch das Buch nach seinem gleichnamigen Theaterstück verfasste.

## Handlung
Die alleinerziehende Mutter Trix Brunner ist vor Jahren aus der Stadt aufs Land gezogen, damit ihre Tochter Saskia in einer intakten und gesunden Umgebung aufwachsen kann. Als Trix Brunner den Sportlehrer Armin beschuldigt, er habe ihre Tochter sexuell belästigt, ist das ganze Dorf über die Mutter empört, die dies behauptet. Armin ist beliebt, geniesst als ehemaliger Landesmeister im Turmspringen hohes Ansehen und die uneingeschränkte Solidarität des Dorfes. Trix Brunner nimmt den Kampf gegen alle auf und wird mit Verachtung bestraft. Ab und zu trifft sie Koniecka, einen Reporter bei der Schnellen Zeitung. Trix Brunner und Koniecka verbindet eine lange Freundschaft aus der Zeit der Studentenbewegung. Am Ende zündet Trix das Gebäude der Schulaufsicht an, wobei sie schwere Verbrennungen erleidet. Armin wird zu 3,5 Jahren Gefängnis verurteilt.

## Hintergrund
Gedreht wurde der Independentfilm digital auf der Red One in 50 Tagen an 85 Drehorten im Kanton Aargau und in Hessen. Das Budget betrug über 4 Mio. Franken. Finanziert waren lediglich 68'000 Franken, da keine Förderung und kein Sender die künstlerische Radikalität des Projekts mittragen wollte. Cast, Crew und Dienstleister arbeiteten mit 100%iger Rückstellung, verzichteten also zunächst auf eine Bezahlung.
Der Film hatte bei den 45. Hofer Filmtagen 2011 Welturaufführung. Zuvor kam es zu Protesten beteiligter Schauspieler und Mitarbeiter gegen Odermatts Produktionsfirma Nordwest Film AG, da sie keine Arbeitsverträge erhalten hatten und somit auch die Bildrechte für eine Aufführung nicht vorlägen.
Die Handlung erinnert an den realen „Fall Möriken“. Opfervertreter sind der Ansicht, der Fall habe Urs Odermatt zu seinem Theaterstück Der böse Onkel und der gleichnamigen Verfilmung inspiriert. Urs Odermatt verneint dies, deutet auf den archetypischen Charakter des Falls und weist darauf hin, dass jedes Dorf und jede Kleinstadt solche und ähnliche Missbrauchsfälle kenne.

## Kritiken
„Das macht Spaß, weil Odermatt eine weite Kluft auftut zwischen den formal-stilistischen Spielereien, die so leicht erscheinen, und dem schweren Thema, das sie schildern. Und an diesem Thema scheitert der Film letztlich – denn was an kreativer Kraft zunächst fasziniert, kann sich im weiteren Verlauf nicht mehr steigern, dafür nimmt dann das Schicksal der Betroffenen im Film überhand. Fazit: Ein rasender, vielschichtiger, fulminanter, turbulenter, grotesk witziger Film um sexuellen Mißbrauch und das Schweigen – der in seiner einfallsreich collagenartigen Form seinem etwas angestaubten Thema weit voraus ist.“ (Harald Mühlbeyer, cinefacts)
„Ein neuer Schweizer Film verharmlost Pädophilie.“ (Der Schweizerische Beobachter)
„Der böse Onkel ist fraglos eines der gewagtesten Filmprojekte im Gegenwartskino der Deutschschweiz. […] das pure Vergnügen, weil man einmal erlebt, was abseits der ausgetretenen Erzählpfade im Kino auch möglich ist: ein poetisches, hypnotisches, dann wieder irritierend-krudes, aber ungemein cooles Bilderrauschen mit dem gewissen Trash-Faktor, das nebenbei auch noch eine Geschichte erzählt.“ (Stefan Volk, Filmdienst)
„Der böse Onkel ist ein verstörender Film, den man nicht so schnell wieder vergißt, er ist im besten Sinne eigensinnig, kantig und roh, er schreit konsequent unbequeme Fragen heraus, regt in jedem Fall zum Diskutieren an. Was kann ein Film denn noch mehr leisten?“ (Stephan Langer, Kino-Zeit)

## Auszeichnungen
- 2012 wurde Der böse Onkel im Internationalen Wettbewerb des 11. Rome Independent Film Festival mit dem New Vision Award für den innovativsten Film ausgezeichnet.